# Sphingomonadaceae
Sphingomonadaceae es una familia de las proteobacterias alfa que comprende a todas las Sphingomonas. Algunas especies son capaces de producir esfingolípidos. Estos lípidos son comunes en los tejidos nerviosos pues son importante para la transmisión de señales entre células individuales. Estas bacterias vienen libremente en la naturaleza, por ejemplo, en el suelo. Tienen forma oval o de bacilo y algunas son pleomorfas, lo que significa que las células pueden cambiar de forma con el tiempo o dependiendo de las condiciones ambientales. Son bacterias Gram-negativas y no forman esporas. 